# Bright Machida
Bright Machida (町田 ブライト Machida Bright?), född 23 oktober 1996 i Tokyo prefektur, är en japansk fotbollsspelare.
Machida började sin karriär 2019 i Japan Soccer College. 2020 flyttade han till FC Gifu.